# أندريا داميكو (وكيل رياضي)
أندريا داميكو (بالإيطالية: Andrea D'Amico) هو وكيل رياضي إيطالي، ولد في 29 أغسطس 1964 في فيرونا في إيطاليا.